# The Brain Eaters
Pour plus de détails, voir Fiche technique et Distribution.
The Brain Eaters est un film américain réalisé par Bruno VeSota, sorti en 1958.

## Synopsis
L'action se déroule à Riverdale, Illinois. Une structure conique est retrouvée en pleine forêt et autour des animaux sont morts. Un sénateur psychorigide, Walter Powers, est envoyé sur les lieux afin d'enquêter sur ces événements. Sur place le Dr. Paul Kettering s'occupe déjà de l'affaire. Mais il se révèle impossible de pénétrer dans le cône quels que soient les moyens employés. De plus le maire de la ville, un moment disparu, réapparaît en ayant un comportement bizarre, refusant de s'entretenir avec les enquêteurs, le ton monte et le maire sort son arme avant d'être abattu; on découvre alors qu'il avait planté dans la nuque un dispositif destiné à rendre son cerveau sous contrôle.
On découvrira en suite que ces dispositifs sont implantés par des parasites eux-mêmes transportés par des humains sous contrôle. Alice, la petite amie de Paul sera, elle aussi, victime des parasites. Après plusieurs péripéties, Paul aura l'idée d'électrocuter le cône. Au moment de passer à l'action, Alice apparaît invectivant Paul et lui demandant de renoncer à son projet. Il la rejoint pour la raisonner, les deux jeunes gens se blessent mortellement, le shérif déclenche alors le processus fatal d'électrocution

## Fiche technique
- Titre original : The Brain Eaters
- Titre français : Les mangeurs de cerveaux (titre du DVD, le film n'étant jamais sorti en salle)
- Réalisation : Bruno VeSota
- Scénario : Gordon Urquhart
- Production : Ed Nelson, Stanley Bickman et Roger Corman
- Société de production : American International Pictures
- Budget : 30 000 dollars (23 000 euros)
- Musique : Tom Jonson
- Photographie : Lawrence Raimond
- Montage : Carlo Lodato
- Direction artistique : Burt Shonberg
- Costumes : Charles Smith
- Pays d'origine : États-Unis
- Format : Noir et blanc - 1,33:1 - Mono - 35 mm
- Genre : Science-fiction, horreur
- Durée : 61 minutes
- Date de sortie : septembre 1958 (États-Unis)

## Distribution
- Ed Nelson : le docteur Paul Kettering
- Alan Frost : Glenn Cameron
- Cornelius Keefe : le sénateur Walter K. Powers
- Joanna Lee : Alice Summers
- Jody Fair : Elaine Cameron
- David Hughes : le docteur Wyler
- Robert Ball : Dan Walker
- Greigh Phillips : le shérif
- Orville Sherman : le maire Cameron
- Leonard Nimoy : le professeur Cole
- Doug Banks : un docteur
- Henry Randolph : le télégraphe
- Saul Bronson : le professeur Helsingman

## Autour du film
- Le film, d'une durée initialement beaucoup plus longue, dû être raccourci à la suite d'une action en justice intentée par Robert A. Heinlein, qui accusa la production d'avoir plagié de nombreux éléments de son roman Marionnettes humaines[1]. Ce dernier, fut finalement officiellement adapté en 1994 par Stuart Orme sous le titre des Maîtres du monde.
- Le producteur Ed Nelson, qui tient également le premier rôle, a lui-même créé les parasites, à l'aide de jouets recouverts d'un vieux manteau de fourrure et de pipes pour les antennes.
- Pour économiser un peu d'argent sur son propre film, Ed Nelson porte le même manteau que dans son précédent film, Night of the Blood Beast (1958).